# Tunisie aux Jeux paralympiques d'été de 2016
La Tunisie participe aux Jeux paralympiques d'été de 2016 à Rio de Janeiro. Il s'agit de la huitième participation de ce pays aux Jeux paralympiques d'été. Elle se classe première nation arabe et deuxième nation africaine après le Nigeria.

## Médaillés

### Médailles d'or
| Sport              | Discipline                  | Athlète(s)     | Performance   | Date              |
| Médailles d'or : 7 |                             |                |               |                   |
| Athlétisme         | Lancer du poids femmes F41  | Raoua Tlili    | 10,19 m       | 9 septembre 2016  |
| Athlétisme         | Lancer de massue femmes F32 | Maroua Brahmi  | 26,93 m       | 9 septembre 2016  |
| Athlétisme         | 1 500 m femmes T13          | Somaya Bousaïd | 4 min 21 s 45 | 10 septembre 2016 |
| Athlétisme         | 1 500 m hommes T38          | Abbès Saïdi    | 4 min 13 s 81 | 10 septembre 2016 |
| Athlétisme         | 100 m hommes T34            | Walid Ktila    | 15 s 14       | 12 septembre 2016 |
| Athlétisme         | Lancer du disque femmes F41 | Raoua Tlili    | 33,38 m       | 15 septembre 2016 |
| Athlétisme         | Lancer du poids femmes F32  | Maroua Brahmi  | 5,76 m        | 17 septembre 2016 |

### Médaille d'argent
| Sport                  | Discipline                   | Athlète(s)        | Performance   | Date              |
| Médailles d'argent : 6 |                              |                   |               |                   |
| Athlétisme             | Lancer du poids femmes F41   | Samar Ben Koelleb | 8,39 m        | 9 septembre 2016  |
| Athlétisme             | 1 500 m femmes T13           | Najah Chouaya     | 4 min 30 s 52 | 10 septembre 2016 |
| Athlétisme             | Lancer du poids femmes F54   | Hania Aidi        | 6,86 m        | 10 septembre 2016 |
| Athlétisme             | Lancer du poids femmes F40   | Rima Abdelli      | 7,37 m        | 12 septembre 2016 |
| Athlétisme             | Lancer du javelot femmes F54 | Hania Aidi        | 18,88 m       | 13 septembre 2016 |
| Athlétisme             | 800 m hommes T34             | Walid Ktila       | 1 min 40 s 31 | 14 septembre 2016 |

### Médaille de bronze
| Sport                  | Discipline                  | Athlète(s)      | Performance    | Date              |
| Médaille de bronze : 6 |                             |                 |                |                   |
| Athlétisme             | Lancer du poids femmes F54  | Fadhila Nafati  | 6,38 m         | 10 septembre 2016 |
| Athlétisme             | 400 mètres hommes T54       | Yassine Gharbi  | 47 s 7         | 12 septembre 2016 |
| Athlétisme             | 400 mètres femmes T37       | Neda Bahi       | 1 min 3 s 71   | 13 septembre 2016 |
| Athlétisme             | 5 000 mètres hommes T13     | Bilel Aloui     | 14 min 33 s 33 | 15 septembre 2016 |
| Athlétisme             | Lancer du disque femmes F41 | Fathia Amaimia  | 26,16 m        | 15 septembre 2016 |
| Athlétisme             | Lancer du poids hommes F40  | Smaali Bouaabid | 9,44 m         | 16 septembre 2016 |

## Athlétisme
31 athlètes tunisiens (17 femmes et quatorze hommes) se sont qualifiés pour les épreuves d'athlétisme.
Femmes
- Rima Abdelli
- Hania Aidi
- Fathia Amaimia
- Rahma Ayachi
- Neda Bahi
- Yousra Ben Jemaâ
- Samar Ben Koelleb
- Syrine Besseid
- Somaya Bousaïd
- Maroua Brahmi
- Najah Chouaya
- Raja Jebali
- Saïda Nayli
- Fadhila Nafati
- Sonia Mansour
- Meriem Soudani
- Raoua Tlili

Hommes
- Bilel Aloui
- Mohamed Amara
- Ismaïl Bouabid
- Farhat Chida
- Abdennaceur Faidi
- Yassine Gharbi
- Bilel Hammami
- Walid Ktila
- Béchir Laacoubi
- Faouzi Rzig
- Abbès Saïdi
- Yasser Stouri
- Jihed Zaabi
- Fethi Zouinkhi